# Secundaire preventie
Secundaire preventie is vroege opsporing van ziekten of afwijkingen bij personen die ziek zijn, een verhoogd risico lopen of een bepaalde genetische aanleg hebben. De ziekte kan daardoor eerder worden behandeld, zodat deze eerder geneest of niet erger wordt. Een voorbeeld is het behandelen met anticoagulantia na een hartinfarct om een CVA te voorkomen.
zie ook primaire preventie